# Lujo Adamović
Lujo Adamović (Rovinj, 31. srpnja 1864. – Dubrovnik, 19. srpnja 1935.), bio je jedan od poznatijih hrvatskih botaničara u Europi u razdoblju prije Prvoga svjetskog rata. 
Premda je u Dubrovniku proveo najveći dio djetinjstva i u njemu odrastao, Lujo Adamović se rodio u Rovinju, 31. srpnja 1864., gdje mu je otac Vicko (Vice) službovao kao profesor na gimnaziji do 1869. godine. 

U Dubrovniku je završio pučku školu i gimnaziju. Prirodne znanosti je završio na Velikoj školi u Beogradu, a zatim je službovao u srednjim školama. Doktorirao je na području vegetacijskih znanosti u Berlinu 1897., a nakon nekoliko različitih dužnosti, odlazi u Beč gdje postaje docent na tamošnjemu Sveučilištu. Adamović je u to vrijeme bio u znanstvenom svijetu poznata, priznata i istaknuta osoba. Godine koje je proveo u Beču iskoristio je u vrlo intenzivnom radu na obradbi opsežnoga gradiva koje je sabrao tijekom svojih prethodnih istraživanja biljnoga svijeta Podunavlja, Rumunjske, Bugarske, Srbije, Makedonije, Grčke, Albanije, Bosne i Hercegovine te Hrvatske (Dalmacije). Objavio je četrdesetak zapaženih i dobro ocijenjenih znanstvenih članaka i rasprava iz područja floristike i geobotanike, objavljenih najvećim dijelom u austrijskim i njemačkim znanstvenim časopisima. Zbog svojih zasluga koje je postigao istraživanjem biljnoga svijeta južnoslavenskih zemalja i Balkanskoga poluotoka, 1907. je, na prijedlog Spiridiona Brusine, profesora zoologije na Mudroslovnom fakultetu u Zagrebu, izabran za dopisnoga člana Jugoslavenske akademije znanosti i umjetnosti u Zagrebu.
Nekoliko godina nakon Prvoga svjetskog rata, Adamović se vraća u Dubrovnik u kojemu je proveo ostatak života. Počeo se baviti istraživanjem biljnoga svijeta sredozemnih zemalja, pa upravo iz toga razdoblja potječu dvije veće i značajnije publikacije o biljnomu svijetu jadranskih zemalja (1929.) i Italije (1933.). Opisao je više od 20 za znanost novih biljaka, a mnoge biljke koje su otkrili poznati europski botaničari nazvali su njegovim imenom, iskazujući mu na taj način trajno priznanje za njegove doprinose botaničkoj znanosti. Adamović je zaslužan i za prodor domaćega izraza šibljak u europsko botaničko nazivlje. Kako su njegovi radovi općenito bogati narodnim nazivima, u njima se nalazi podlogu za obogaćivanje hrvatskoga botaničkog nazivlja. Adamovićeva najvažnija djela i danas se smatraju klasičnom i nezaobilaznom botaničkom literaturom za sve koji proučavaju biljni svijet Balkanskoga poluotoka. Lujo Adamović je iznenadno umro 19. srpnja 1935. godine, u 72. godini života. Pokopan je u obiteljsku grobnicu na dubrovačkom groblju Boninovo.
Jedan od najpoznatijih europskih botaničara, bio je skoro nepoznat u zemlji, ali i u Dubrovniku. Oba dubrovačka lokalna lista iz toga doba, Dubrovačka tribina i Narodna svijest, nisu zabilježili vijest o smrti svojega sugrađanina, što je inače bilo uobičajeno za učene i poznate građane. Međutim, časopis Hrvatskoga prirodoslovoga društva Priroda je, u broju od studenoga iste godine, objavio dva članka u povodu smrti uglednoga dubrovačkoga botaničara.
Lujo V. Adamović se prvi popeo na vrh najviše srednjosrbijanske planine – Midžor. Bio je pristašom dubrovačkoga srbokatoličkoga pokreta.